# Merfy
Merfy est une commune française située dans le département de la Marne, en région Grand Est.

## Géographie
|                   | Pouillon  |                        |
| Chenay            | Merfy     | Saint-Thierry          |
| Châlons-sur-Vesle | Champigny | Saint-Brice-Courcelles |

### Hydrographie

#### Réseau hydrographique
La commune est dans la région hydrographique « la Seine du confluent de l'Oise (inclus) à l'embouchure » au sein du bassin Seine-Normandie. Elle est drainée par la Vesle et le cours d'eau 01 des Baslieux,.
La Vesle, d'une longueur de 139 km, prend sa source dans la commune de Somme-Vesle et se jette  dans l'Aisne à Ciry-Salsogne, après avoir traversé 52 communes. Les caractéristiques hydrologiques de la Vesle sont données par la station hydrologique située sur la commune de Merfy. Le débit moyen mensuel est de 3,28 m3/s. Le débit moyen journalier maximum est de 27,1 m3/s, atteint lors de la crue du 31 mai 2016. Le débit instantané maximal est quant à lui de 48,5 m3/s, atteint le 30 septembre 2017.

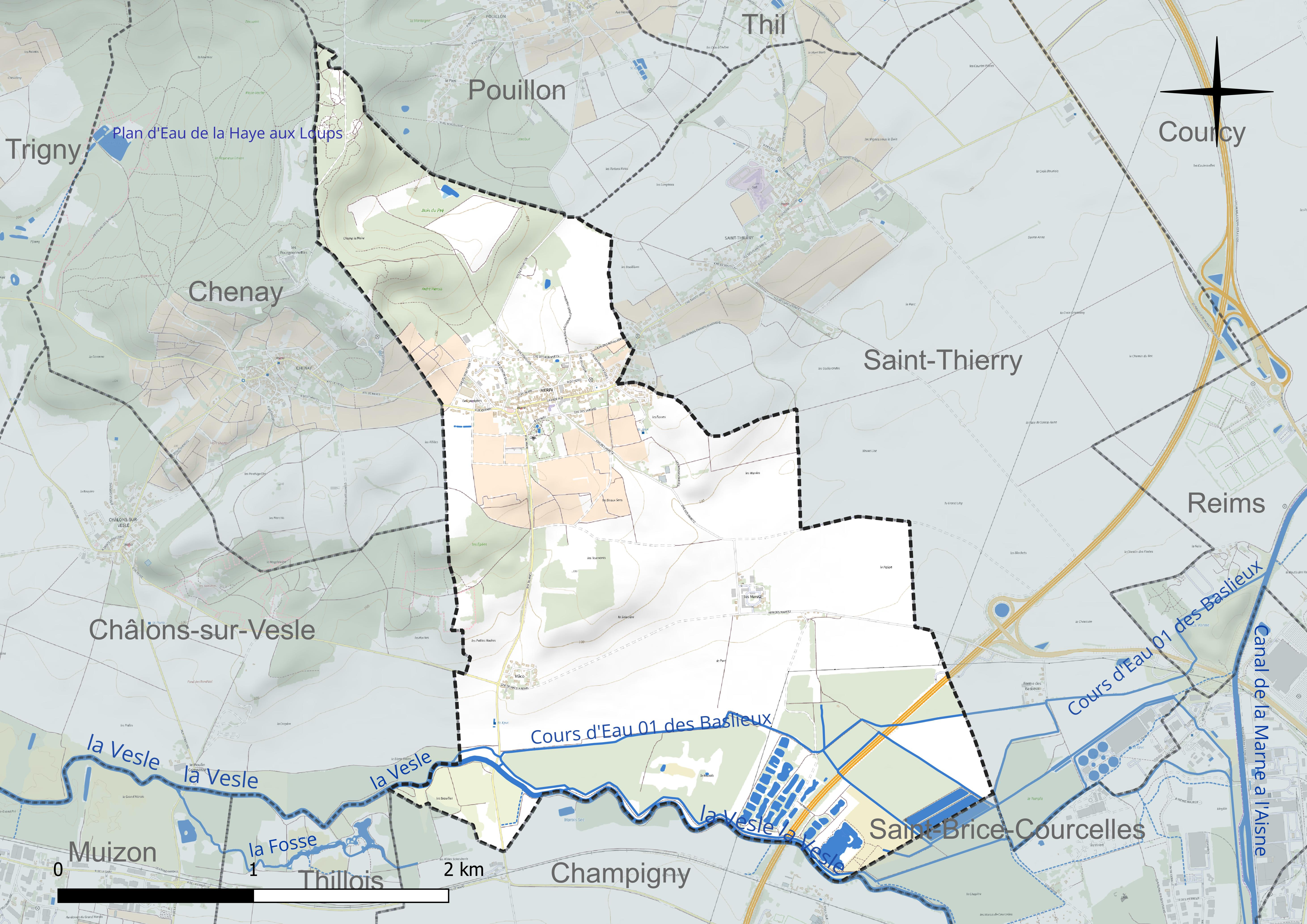
Réseau hydrographique de Merfy.

Un plan d'eau complète le réseau hydrographique : la gravière du Chapitre (2,5 ha),.

#### Gestion et qualité des eaux
Le territoire communal est couvert par le schéma d'aménagement et de gestion des eaux (SAGE) « Aisne Vesle Suippe ». Ce document de planification, dont le territoire s’étend sur 3 096 km2 répartis sur trois départements (Aisne, Marne et Ardennes) et deux régions (Champagne-Ardenne et Picardie), a été approuvé le 16 décembre 2013. La structure porteuse de l'élaboration et de la mise en œuvre est le Syndicat d’aménagement des bassins Aisne Vesle Suippe (SIABAVES). 
La qualité des cours d’eau peut être consultée sur un site dédié géré par les agences de l’eau et l’Agence française pour la biodiversité. 

### Climat
Pour des articles plus généraux, voir Climat du Grand Est et Climat de la Marne.
En 2010, le climat de la commune est de type climat océanique dégradé des plaines du Centre et du Nord, selon une étude du Centre national de la recherche scientifique s'appuyant sur une série de données couvrant la période 1971-2000. En 2020, Météo-France publie une typologie des climats de la France métropolitaine dans laquelle la commune est exposée à un climat océanique altéré et est dans la région climatique  Nord-est du bassin Parisien, caractérisée par un ensoleillement médiocre, une pluviométrie moyenne régulièrement répartie au cours de l’année et un hiver froid (3 °C). 
Pour la période 1971-2000, la température annuelle moyenne est de 10,3 °C, avec une amplitude thermique annuelle de 15,4 °C. Le cumul annuel moyen de précipitations est de 701 mm, avec 11,7 jours de précipitations en janvier et 8,6 jours en juillet. Pour la période 1991-2020, la température moyenne annuelle observée sur la station météorologique de Météo-France la plus proche, « Chambrecy-Civc », sur la commune de Chambrecy à 15 km à vol d'oiseau, est de 10,7 °C et le cumul annuel moyen de précipitations est de 734,0 mm. 
La température maximale relevée sur cette station est de 40,3 °C, atteinte le 25 juillet 2019 ; la température minimale est de −22,1 °C, atteinte le 17 janvier 1985,,. 
Les paramètres climatiques de la commune ont été estimés pour le milieu du siècle (2041-2070) selon différents scénarios d'émission de gaz à effet de serre à partir des nouvelles projections climatiques de référence DRIAS-2020. Ils sont consultables sur un site dédié publié par Météo-France en novembre 2022.

## Urbanisme

### Typologie
Au 1er janvier 2024, Merfy est catégorisée bourg rural, selon la nouvelle grille communale de densité à sept niveaux définie par l'Insee en 2022.
Elle est située hors unité urbaine. Par ailleurs la commune fait partie de l'aire d'attraction de Reims, dont elle est une commune de la couronne,. Cette aire, qui regroupe 294 communes, est catégorisée dans les aires de 200 000 à moins de 700 000 habitants,.

### Occupation des sols
L'occupation des sols de la commune, telle qu'elle ressort de la base de données européenne d’occupation biophysique des sols Corine Land Cover (CLC), est marquée par l'importance des territoires agricoles (56 % en 2018), en augmentation par rapport à 1990 (53,6 %). La répartition détaillée en 2018 est la suivante : 
terres arables (47 %), forêts (35,3 %), cultures permanentes (9,1 %), eaux continentales (3,7 %), zones urbanisées (3,1 %), zones humides intérieures (1,8 %). L'évolution de l’occupation des sols de la commune et de ses infrastructures peut être observée sur les différentes représentations cartographiques du territoire : la carte de Cassini (XVIIIe siècle), la carte d'état-major (1820-1866) et les cartes ou photos aériennes de l'IGN pour la période actuelle (1950 à aujourd'hui).

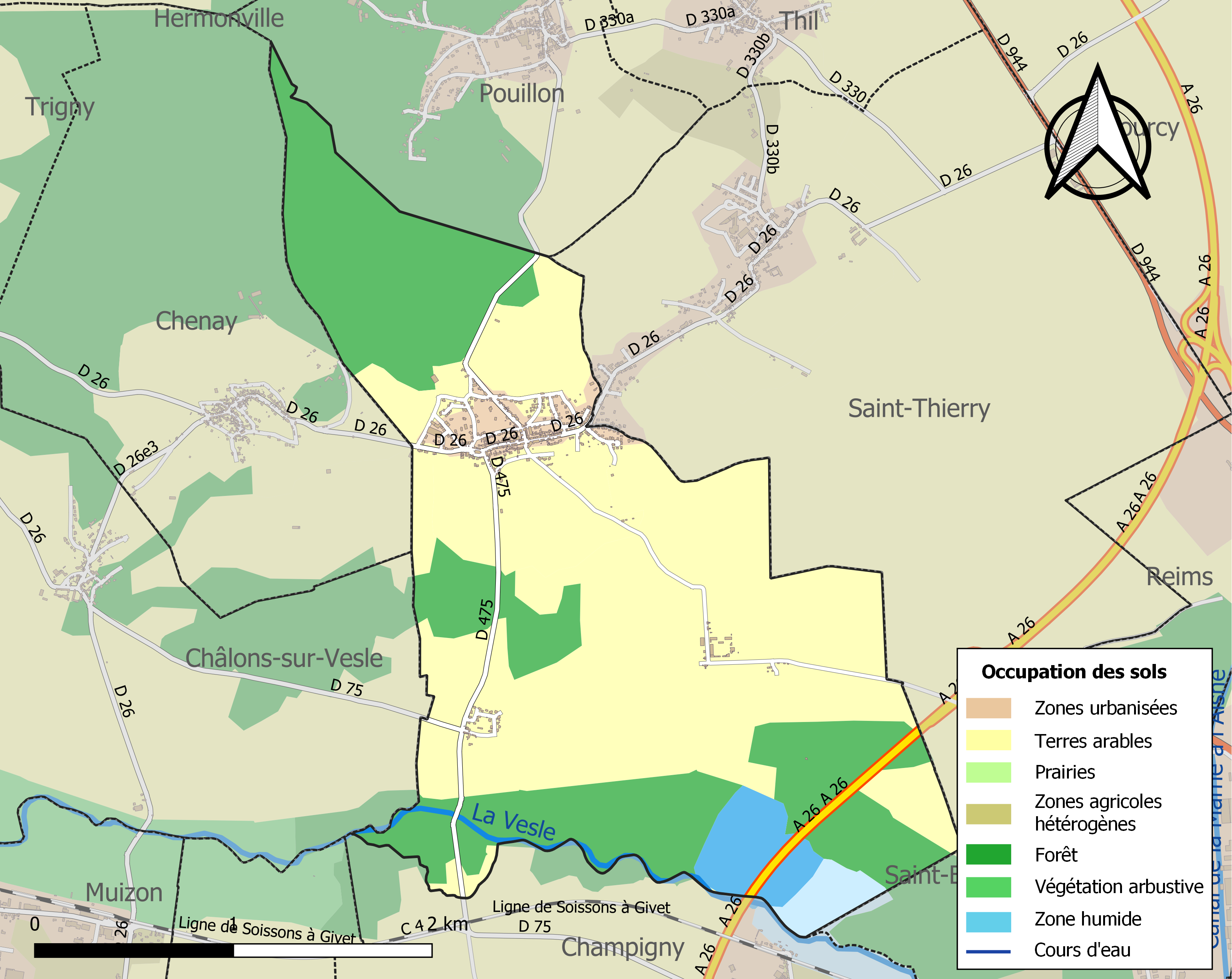
Carte des infrastructures et de l'occupation des sols de la commune en 2018 (CLC).

## Toponymie
Le nom d'origine du village est attesté sous les formes Quitatio ville de Bello Manso juxta Merfi, Villula nostra que dicitur Byaumés juxta Merfeyum… (1278) ; Une aultre pièce de terre en ce dit terroir dudit Merfy, en lieu-dit en Beaulx-Mectz (1561).

Le nom du village de Beaumetz, Villeneuve créée vers 1240, vient de son fondateur, Thomas de Beaumetz. Le village est abandonné entre la fin du XIIIe siècle et le XIVe siècle.
Le nom de la localité est attesté sous les formes Milfiacum (vers 850) ; Melfegium (1122) ; Melfeia (1126) ; Melphi (1138) ; Melfei (1146-1156) ; Melfeium (1168) ; Melfigia (1171) ; Merfeium (1187) ; Melfi (1225) ; Merfeyum (1273) ; Merfy (1356) ; Merphy (1549).

## Histoire

### Première Guerre mondiale
- 1914 : Le 36e régiment d'infanterie composé de soldat normands et parisiens, commence à creuser des tranchées du 1er octobre au 9 décembre 1914, dans la plaine de Courcy et devant Saint-Thierry.
- 1915 :
- 1916 :
- 1917:
- 1918 :

Croix de guerre 1914-1918 : 30 mai 1921

## Héraldique
| Blason de Merfy | Blason  | Divisé en chevron : au premier de gueules au pampre de vigne d'or à dextre et à l'épi de blé du même à senestre, au second d'azur à la piéta d'argent ; au chevron d'argent côtoyé de deux doubles cotices en chevron potencées et contre-potencées d'or, le tout brochant sur la partition. |
| Blason de Merfy | Détails | Le statut officiel du blason reste à déterminer. |

## Politique et administration

### Intercommunalité
La commune, antérieurement membre de la Communauté de communes du Massif, intègre la communauté de communes du Nord Champenois le 1er janvier 2014. En effet, conformément au schéma départemental de coopération intercommunale de la Marne du 15 décembre 2011, cette communauté de communes du Nord Champenois est issue de la fusion de :
- la communauté de communes de la Colline,
- de la communauté de communes de la Petite Montagne,
- de la communauté de communes des Deux Coteaux,
- et de la communauté de communes du Massif[23].

Le 1er décembre 2017, elle rejoint la communauté urbaine du Grand Reims.

### Liste des maires
| Période                                  | Période   | Identité           | Étiquette | Qualité                        |
| ---------------------------------------- | --------- | ------------------ | --------- | ------------------------------ |
| Les données manquantes sont à compléter. |           |                    |           |                                |
|                                          |           | Lemaire            |           |                                |
| avant 1874                               | 1875      | Benoist            |           |                                |
| 1879                                     |           | Coutier            |           |                                |
| Les données manquantes sont à compléter. |           |                    |           |                                |
| mars 2001                                | 2008      | Monique Dorgueille |           |                                |
| mars 2008                                | juin 2020 | Éric Verdebout     |           | Réélu pour le mandat 2014-2020 |
| juin 2020                                | En cours  | Marie Roze         |           |                                |

## Démographie

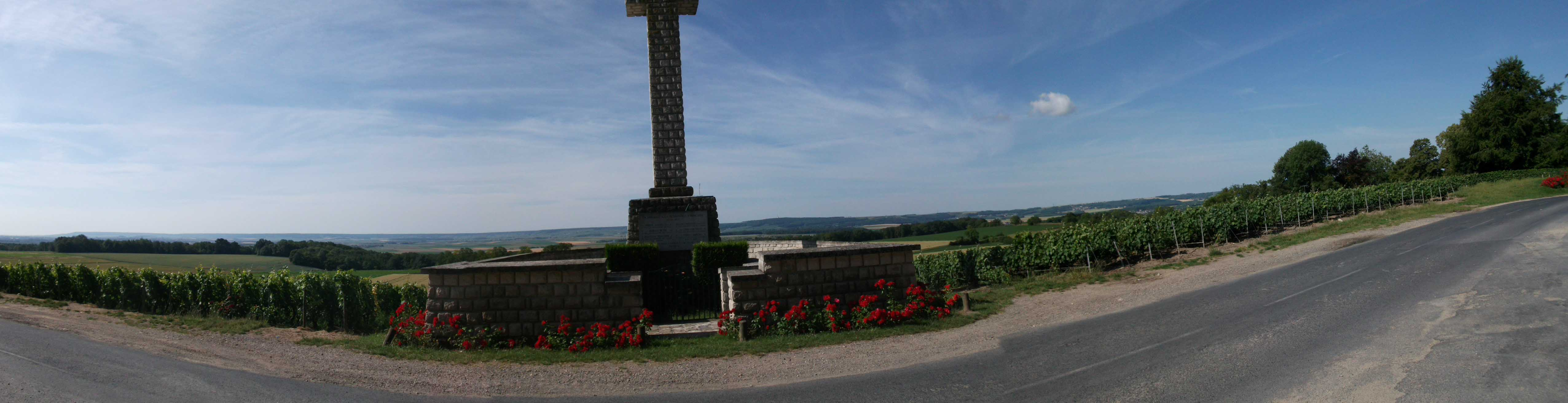
Vue sur la vallée et monument aux résistants.

L'évolution du nombre d'habitants est connue à travers les recensements de la population effectués dans la commune depuis 1793. Pour les communes de moins de 10 000 habitants, une enquête de recensement portant sur toute la population est réalisée tous les cinq ans, les populations de référence des années intermédiaires étant quant à elles estimées par interpolation ou extrapolation. Pour la commune, le premier recensement exhaustif entrant dans le cadre du nouveau dispositif a été réalisé en 2008.

En 2022, la commune comptait 603 habitants, en évolution de −0,66 % par rapport à 2016 (Marne : −1,19 %, France hors Mayotte : +2,11 %).
| 1793 | 1800 | 1806 | 1821 | 1831 | 1836 | 1841 | 1846 | 1851 |
| ---- | ---- | ---- | ---- | ---- | ---- | ---- | ---- | ---- |
| 635  | 484  | 452  | 447  | 416  | 423  | 451  | 467  | 426  |

| 1856 | 1861 | 1866 | 1872 | 1876 | 1881 | 1886 | 1891 | 1896 |
| ---- | ---- | ---- | ---- | ---- | ---- | ---- | ---- | ---- |
| 462  | 438  | 404  | 382  | 372  | 356  | 342  | 318  | 361  |

| 1901 | 1906 | 1911 | 1921 | 1926 | 1931 | 1936 | 1946 | 1954 |
| ---- | ---- | ---- | ---- | ---- | ---- | ---- | ---- | ---- |
| 336  | 335  | 332  | 258  | 283  | 332  | 341  | 367  | 347  |

| 1962 | 1968 | 1975 | 1982 | 1990 | 1999 | 2006 | 2008 | 2013 |
| ---- | ---- | ---- | ---- | ---- | ---- | ---- | ---- | ---- |
| 380  | 389  | 393  | 496  | 547  | 651  | 653  | 654  | 613  |

| 2018 | 2022 | - | - | - | - | - | - | - |
| ---- | ---- | - | - | - | - | - | - | - |
| 604  | 603  | - | - | - | - | - | - | - |

## Lieux et monuments
- Château de Merfy.

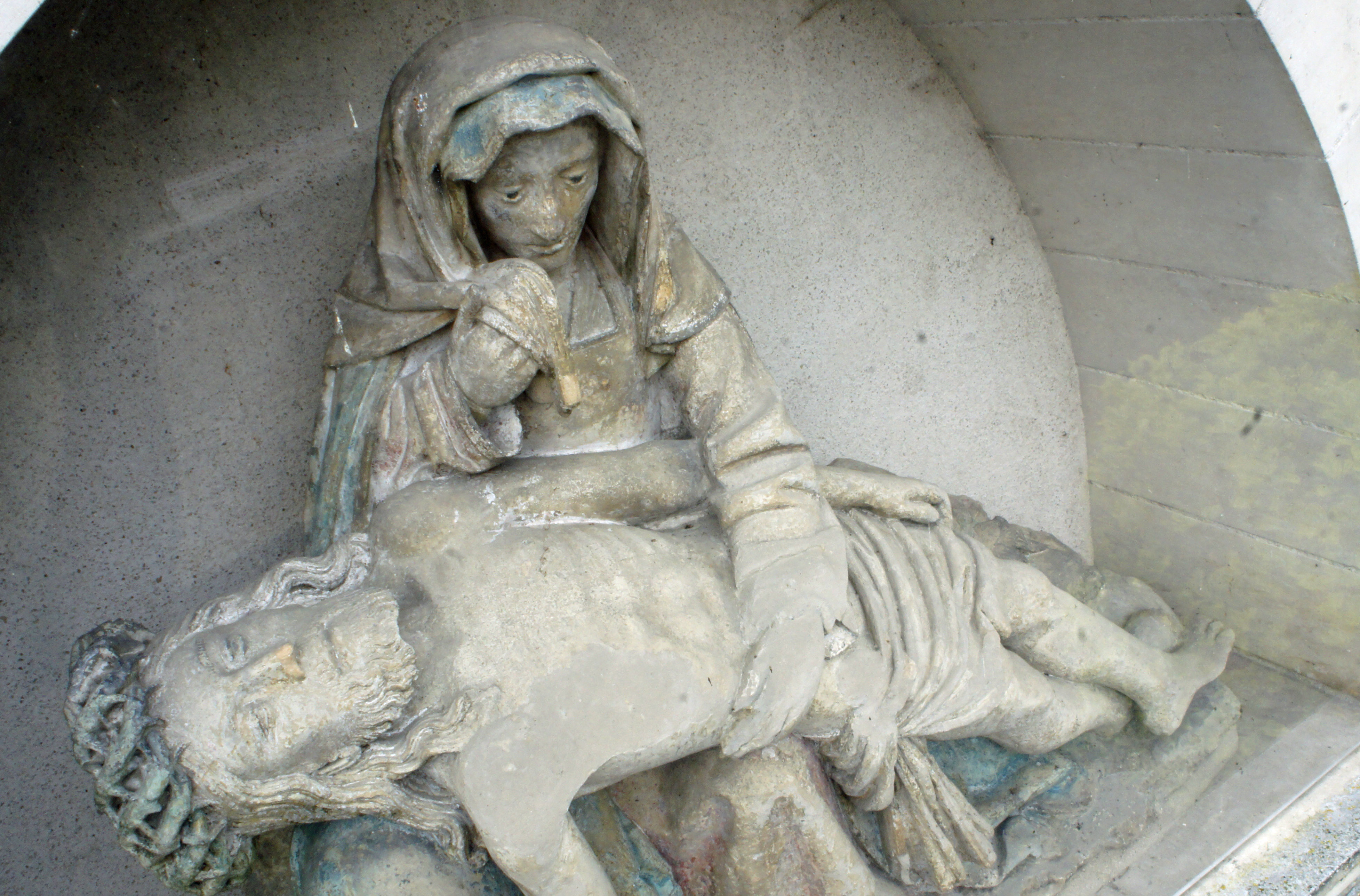
La pietà de Villers-Sainte-Anne.

- Le monument aux morts et celui à la Résistance.
- La pietà de Villers-Sainte-Anne.
- La réserve naturelle régionale des marais et sablières du massif de Saint-Thierry.

## Personnalités liées à la commune
- Jean-Baptiste Coutier-Marteaux, né à Château-Porcien, le 7 octobre 1805, décédé à Reims le 27 février 1890, est un ancien huissier, ancien préposé en chef des octrois de la ville de Reims, ancien conseiller municipal, ancien adjoint au maire de cette ville, maire de Merfy[33].